# Bokermannohyla juiju
Bokermannohyla juiju é uma espécie de anfíbio da família Hylidae. Endêmico do Brasil, pode ser encontrado no Parque Nacional da Chapada Diamantina no município de Palmeiras, no estado da Bahia.